# 若林翔子
若林 翔子（わかばやし しょうこ、1984年9月10日 - ）は、広島県出身のリポーター、女優、タレント、モデル。2022年時点では、宮城県で活動するローカルタレントである。
福岡放送アナウンサー・若林麻衣子の実妹。

## 略歴・人物
実家は山口県柳井市の農家で、二女である。
趣味はテニス、読書、インテリアデザイン。特技は和太鼓、リンボーダンス、似顔絵。
小学校低学年頃、自分と同年代の少女が既にテレビ出演を果たしているのを見て、芸能界に憧れを抱き始める。
大学時代の2005年にスカウトを受け、休学して芸能界入り。テレビ、CM、ラジオ、舞台、雑誌や広告のモデルなど、多彩に活躍。
2007年12月13日に、プロ野球・広島東洋カープ（広島県広島市）の梅津智弘投手（山形県上山市出身）と入籍。同時に、所属事務所を同月上旬に退社した。
2015年2月に広島地区で現役復帰。2016年に夫の住む仙台市に活動拠点を移した。
仙台では、在仙台局各局でレギュラーを持つなど、ローカルタレントとして活躍している。
2021年から東北楽天ゴールデンイーグルスのホームゲームの中継レポーターを務めている。

## 出演

### テレビ
- ツ・ナ・ガ・ル（2006年、東北放送）
- めざましテレビ（2007年、フジテレビ）
- イマなまっ（2015 - 2016年、中国放送）
- スポッち!（2016年、東北放送）
- サタデーウォッチン!（2018年 -、東北放送）
- ちょっとブレイクタイム（2016年 -、宮城テレビ放送）
- 夕方LIVE!キニナル（2017年 - 2018年、東日本放送）

### ラジオ
- 広島女子高生日記（2001年10月〜2002年3月、中国放送）[5]

### バラエティ
- 眞鍋かをりのブログッズ（2006年、BS日テレ）

### 映画
- スプリング☆デイズ（2007年）- 岡山冬美 役

### 舞台
- チェルノブイリ音楽祭（公演時期不明）
- ブレーメンの音楽祭（2006年）
- ミュージカル憲法劇（2006年）

### CM
- 焼酎　爽やか金龍
- パイオニア プラズマテレビ（2006年）

### パンフレット
- 伊藤忠アーバンコミュニティ　TOKYO Student House（2006年 - ）

### 補足
1. ↑  当時。2015年から東北楽天ゴールデンイーグルスの育成選手[4]。